# آور لیدی پیس
آور لیدی پیس (به انگلیسی: Our Lady Peace) که به اختصار اواِل‌پی گفته می‌شود یک گروه آلترنتیو راک کانادایی است که در سال ۱۹۹۲ در تورنتو پایه‌گذاری شد. رین میدا رهبر و ریتم گیتاریست گروه‌است که از زمان تأسیس بدون‌وقفه در آن حضور داشته‌است. بقیهٔ اعضای گروه جرمی تاگارت (درامز و پرکاشن)، دانکن کوتس (باس) و استیو میزر (لیدگیتار) هستند.
از آلبوم‌های‌آور لیدی پیس تابه‌حال میلیون‌ها نسخه در تمام دنیا به‌فروش رسیده‌است، ۴ جایزهٔ جونو برنده شده‌اند و ۱۰ جایزهٔ ماچ‌میوزیک ویدئو اواردز دریافت کرده‌اند، که این آخری در نوع خود یک رکورد به‌حساب می‌آید و تا به حال هیچ هنرمند یا گروه موسیقی دیگری این تعداد جایزه از ماچ‌میوزیک اواردز دریافت نکرده‌است.
آور لیدی پیس تا به امروز ۷ آلبوم استودیویی، ۱ آلبوم اجرای زنده و ۲ آلبوم گردآوری‌شدهٔ آثار منتشر کرده‌اند. از آلبوم بدترکیب آن‌ها که در سال ۱۹۹۷ منتشر شد به‌عنوان شناسهٔ موسیقی اواِل‌پی و شناخته‌شده‌ترین کارشان یاد می‌شود. آن‌ها همچنین تک‌آهنگ‌های پرفروش بسیاری داشته‌اند. آلبوم‌های ابتدایی‌آور لیدی پیس اغلب به‌خاطر صدا و سبک خاص‌شان مورد تحسین قرار گرفته‌اند و از صدای میدا با عناوین «بسیار منعطف» و «واقعاً بی‌نظیر» یاد شده‌است.
پاره‌ای اوقات از آلبوم ۵اُم آن‌ها به نام گرانش که در سال ۲۰۰۲ منتشر شد به‌عنوان «نقطهٔ آغاز انحراف گروه از مسیر آثار اولیه‌شان» و یک آلبوم «خیلی پاپ» یاد می‌شود. میدا خود به این مسئله اذعان دارد و گرانش را بسیار متفاوت‌تر از آثار پیشین‌آور لیدی پیس می‌داند. در سال ۲۰۰۱ مایک ترنر (لیدگیتاریست) و آرنولد لانی (تهیه‌کننده) از گروه جدا شدند و باب راک به‌عنوان تهیه‌کنندهٔ جدید اواِل‌پی معرفی شد که این تحول هم در تغییر تدریجی سبک آثار بعدی گروه مؤثر بوده‌است.
اعضای گروه در حال حاضر مشغول کار بر روی قطعات ۸اُمین آلبوم‌شان هستند که قرار است در سال ۲۰۱۱ منتشر شود.